# Стенлі Коен
Стенлі Коен (англ. Stanley Cohen; 17 листопада 1922, Бруклін, Нью-Йорк — 5 лютого 2020, Нашвілл) — американський біохімік, лауреат Нобелівської премії з фізіології і медицини 1986 року, яку розділив з Ритою Леві-Монтальчіні. Відкрив фактор росту нервової тканини та епідермальний фактор росту.

## Біографія
Стенлі Коен народився 17 листопада 1922 року в районі Флатбуш Брукліну (Нью-Йорк). Його батьками були євреї-емігранти з Російської імперії — Луї Коен і Фанні Коен (Фейтель). Він закінчив Бруклінський коледж у 1943 році і деякий час працював бактеріологом на молочному заводі. Захистив дисертацію у відділі біохімії Університету Мічигану в 1948 році. Працював в Вашингтонському університеті та Університеті Вандербільта (Нешвілл).
Досліджував фактори, що контролюють ріст клітин. Його дослідження факторів росту стали фундаментальними роботами, які дозволили зрозуміти розвиток пухлин та розробляти анти-ракові препарати.
У 1986 році Коен отримав Нобелівську премію з фізіології і медицини та Національну наукову медаль США.